# Об'єднаний атом
Об'єднаний атом (рос. объединенный атом, англ. united atom) — 
- 1. У квантовій хімії: атом, отриманий при уявному з'єднанні ядер двохатомної молекули.
- 2. Спрощення в методах силового поля, де певні атомні групи (важкий атом, як напр., С, N, та зв'язані з ним атоми Н) розглядаються як один атом.